# カノコガイ
カノコガイ（鹿の子貝）、学名 Clithon faba は、アマオブネガイ目アマオブネガイ科に分類される巻貝の一種。南日本を含む熱帯太平洋沿岸の汽水域に生息する巻貝である。なお本種と同様に淡水・汽水に産するアマオブネガイ科の巻貝は、和名に「○○カノコ」とつけられているものが多い。

## 特徴
成貝は殻長15mmほどで、貝殻はアマオブネガイ科に共通した半球形である。螺塔は僅かに突出するが、成長すると体層のみを残し欠けることが多い。殻上面は平滑で鈍い光沢のある殻皮を被る。殻底の滑層はアマオブネガイ科としては狭く、灰白色や黄白色をしている。軸唇（D字形をした殻口の直線部）には鋸歯状の低いギザギザが並ぶ。蓋は石灰質で黄灰色だが、外縁に赤い角質が露出するため赤く縁取られたように見える。
成貝殻表は全体的には緑褐色だが、個体によって多様な模様が出現し変異に富む。これらの模様は成長線・色帯・小三角斑等の模様が黒・茶・赤・黄などで彩られたもので、例えば赤地に小三角斑の「イチゴ模様」、黒地に黄灰色の細い線が入った「稲妻模様」、さらにそれらが色帯で区切られたもの等もある。
同属のイシマキガイ C. retropictus に似るが、カノコガイの小三角斑は2辺が太いので、1辺だけが太いイシマキガイと区別できる。またイシマキガイは色彩変異に乏しいこと、殻径20mmを超えること等も異なる。
熱帯太平洋の沿岸域に分布する。日本では紀伊半島以南の本州・四国・九州・南西諸島で見られ、イシマキガイより南に偏った分布を示す。
暖流に面した河口等の汽水域に生息する。同所的に見られる生物は、紀伊半島から九州にかけてではイシマキガイ、フトヘナタリ、ヘナタリ、ウミニナ等だが、南西諸島では同じアマオブネガイ科の近縁種が多数見られる。イシマキガイが純淡水域まで進出するのに対し、本種の生息域は海水の影響がある範囲にほぼ限られ、純淡水域に出現するとしても汽水域上限からせいぜい数mほど上流で稀に見られる程度である。逆に塩分濃度が高い海水域に出ることもない。活動時は水から出ず、潮が引いた干潟では川の本流内、または干潟上の澪筋や水溜まりに集まる。石や流木等に付着し、表面のバイオフィルムを歯舌で削り取って摂食する。
繁殖形態はイシマキガイと同様で、交尾後にメスは石等に小さな卵嚢を産みつける。孵化した幼生は海で浮遊生活をした後に汽水域へ定着する。

## 人間との関係
近縁のアマオブネガイ科貝類と同様に、観賞魚飼育の際にバイオフィルムを食べてもらうためのタンクメイトに利用されることがある。
南西諸島や九州南部では比較的多産するが、河川改修等の影響を受けて個体数が減少する場合がある。環境省レッドリストには掲載されていないが、三重県と鹿児島県のレッドリストで「準絶滅危惧」、熊本県のレッドリストで「情報不足」として掲載されている。